# Zlatý kohoutek
Zlatý kohoutek je pohádkovou operou o třech jednáních Nikolaje Rimského-Korsakova podle pohádky Alexandra Puškina (1834). Libreto napsal Vladimir Bělskij. Dílo bylo dokončeno roku 1907, premiéra pak proběhla 24. 9. 1909 v Moskvě.

## Uvedení v českých zemích
Pražské publikum mělo možnost se s operou seznámit pouze roku 1930 díky hostování Slovenského národního divadla. Hudebně ji tehdy nastudoval Karel Nedbal, synovec Oskara Nedbala.

## Obsah opery
V prologu vystupuje astrolog a ohlašuje obecenstvu, že mu vyčaruje před očima pohádku.
Pohádka poté začíná. Je o caru Dodonovi, který je již unaven dlouhou vládou a obává se vpádu nepřátel. Přivítá tak dar astrologa – zlatého kohoutka, který by měl zakokrhat po každé, kdy bude zemi ohrožovat nepřítel. Astrolog si ale klade podmínku a to že mu později splní jakékoliv přání. Král s radostí slíbí.
Dodon se spolehne na kohoutkův křik a nařídí svým synům vydat se do boje proti nepříteli. Spokojeně pak usne, ale když ho kohoutek svým křikem znovu vzbudí, nezbývá mu, ne se sám vydat na bitevní pole. Zde zjistí, že oba jeho synové padli, přičemž je zřejmé, že jeden zabil druhého. Dadon se zde ale setká též s krásnou carevnou Šemašou, zamiluje se do ní a odváží si ji do svého paláce. V tu chvíli se astrolog vyžaduje splnění slibu, který mu car dal. Chce pro sebe onu krásnou carevnu. Dodon se vzepře, nabízí mu vše, co má a konečně ve zlosti ho zabije svým žezlem. Když chce poté carevnu obejmout, tak ho s odporem odstrčí. Tu začne křičet kohoutek, vznese nad cara a proklovne mu spánek. Car klesá mrtev.
Jako epilog předstoupí před publikum opět atrolog s tím, že „všechno bylo jen jako“. To jen on a carevna byli skuteční, zatímco vše ostatní jen stíny a přízraky.